# Troisgots
Troisgots är en kommun i departementet Manche i regionen Normandie i norra Frankrike. Kommunen ligger i kantonen Tessy-sur-Vire som tillhör arrondissementet Saint-Lô. År 2018 hade Troisgots 343 invånare.

## Befolkningsutveckling
Antalet invånare i kommunen Troisgots
| Referens: INSEE |